# Buverchy
Buverchy – miejscowość i gmina we Francji, w regionie Hauts-de-France, w departamencie Somma.
Według danych na rok 2011 gminę zamieszkiwało 41 osób, a gęstość zaludnienia wynosiła 22 osób/km² (wśród 2293 gmin Pikardii Buverchy plasuje się na 947. miejscu pod względem liczby ludności, natomiast pod względem powierzchni na miejscu 1130.).